# Shiojiri
Shiojiri (塩尻市 -shi) é uma cidade japonesa localizada na província de Nagano.
Em 2003 a cidade tinha uma população estimada em 65 031 habitantes e uma densidade populacional de 377,41 h/km². Tem uma área total de 172,31 km².
Recebeu o estatuto de cidade a 1 de Abril de 1959.

## Cidades-irmãs
- Mishawaka, EUA
- Itoigawa, Japão
- Minamiizu, Japão